# Stepnica
Stepnica (do 1945 niem. Groß Stepenitz, daw. Stobnica, hist. Stepenitze) – miasto w północno-zachodniej Polsce, w województwie zachodniopomorskim, w powiecie goleniowskim, siedziba gminy miejsko-wiejskiej Stepnica. Położona na pograniczu Równiny Goleniowskiej i Doliny Dolnej Odry, nad Roztoką Odrzańską i uchodzącą do niej rzeką Gowienicą. W mieście znajduje się port morski i kąpielisko morskie.
Według danych z 31 grudnia 2009 r. Stepnica miała 2082 mieszkańców.

## Położenie

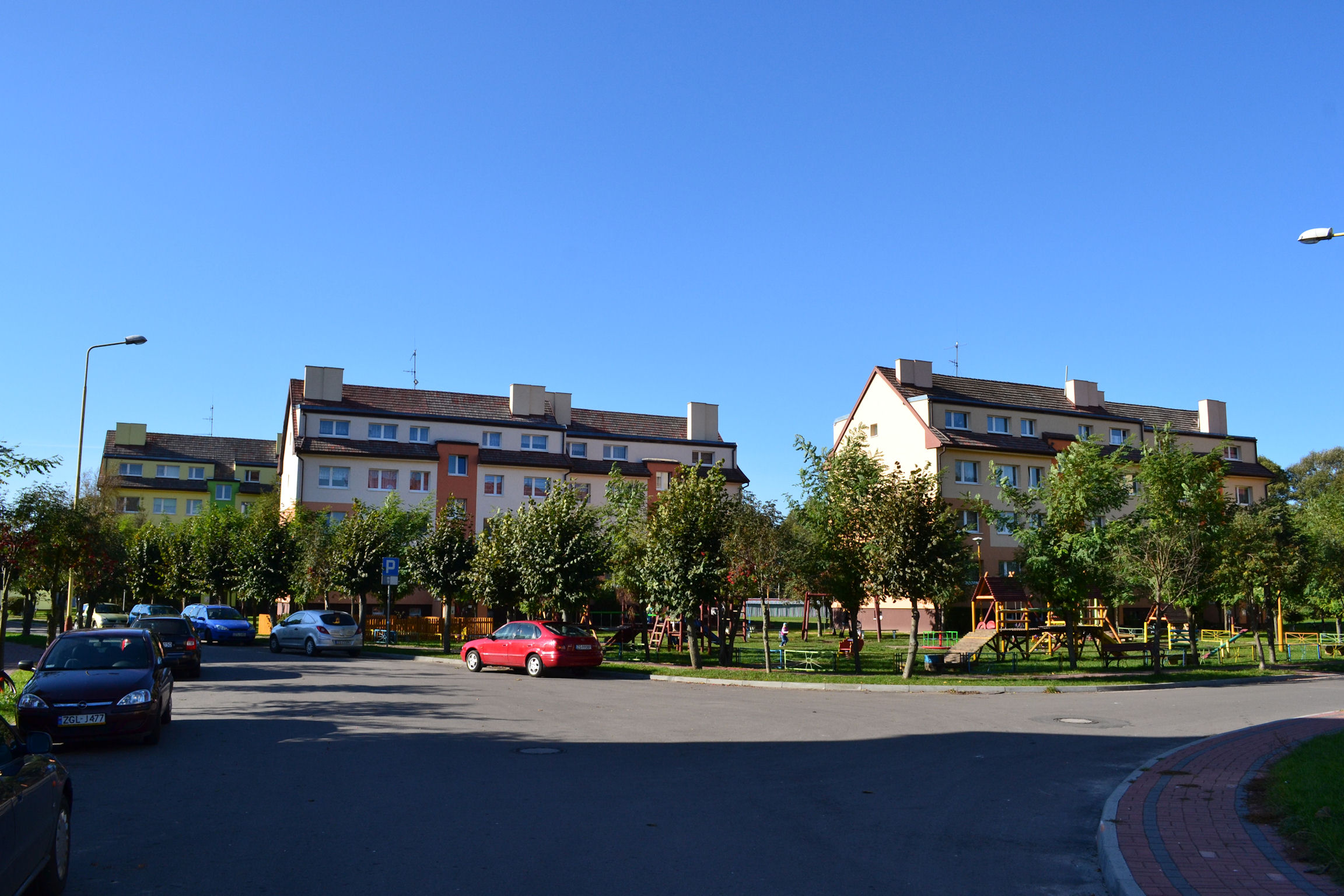
Osiedle Akacjowe w Stepnicy

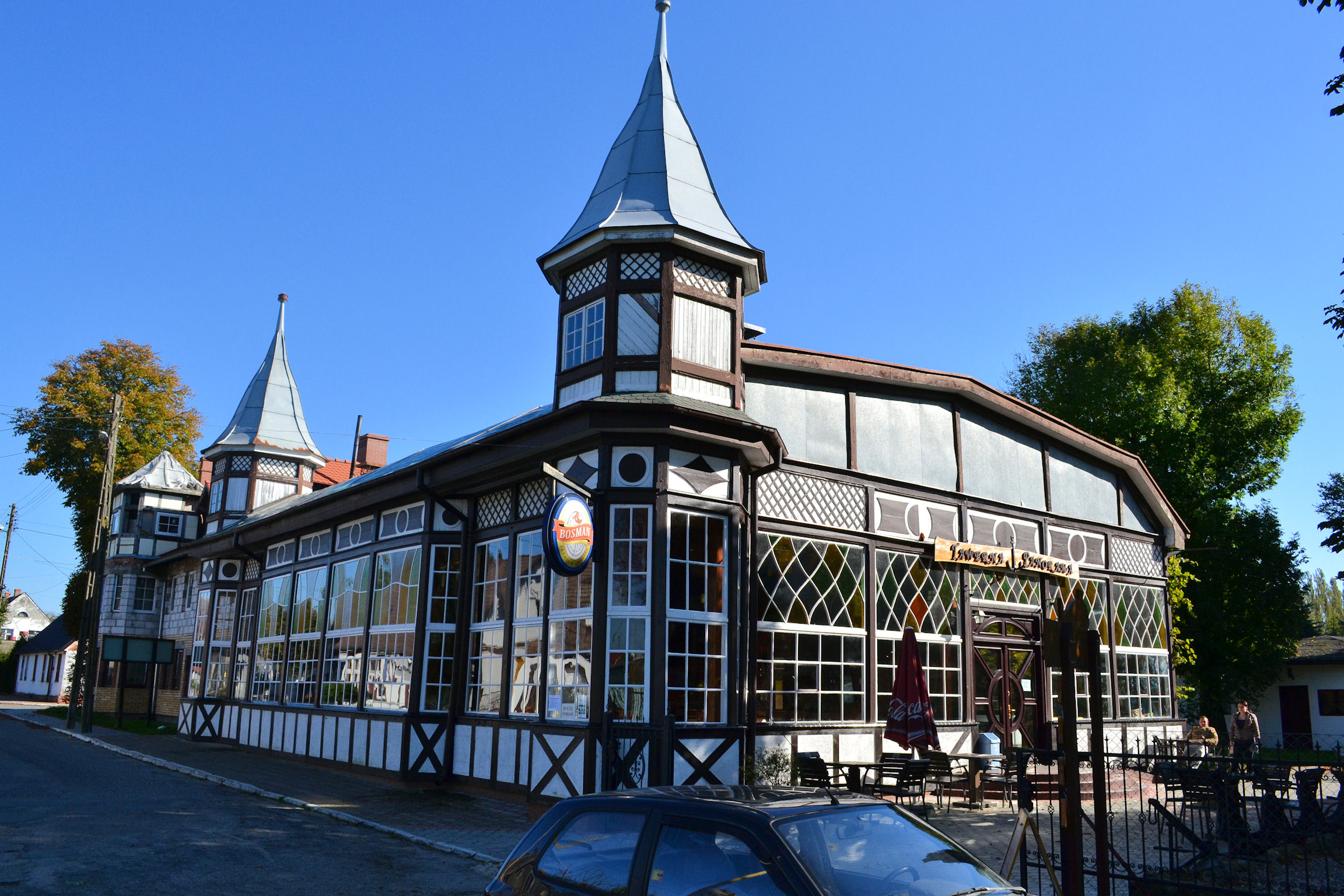
Tawerna „Panorama”

Stepnica znajduje się w północnej części Doliny Dolnej Odry przy granicy z Równiną Goleniowską. Miasto i port są położone nad Zatoką Stepnicką, częścią Roztoki Odrzańskiej, która jest południową zatoką Zalewu Szczecińskiego. Miejscowość leży na południe od ujściowego odcinka rzeki Gowienicy – pomiędzy rzeką kanałem Krępą a Łąckim Rowem.
Zabudowę Stepnicy stanowi układ 32 ulic, osiedle Akacjowe, a także osiedla zwane Bogusławie i Czerwonak (obejmuje obszar zabudowań w ciągu ulicy Krzywoustego).
Przez Stepnicę prowadzi droga wojewódzka nr  z Goleniowa do Recławia (trasa alternatywna nad morze i znad morza) oraz kolej wąskotorowa z Golczewa i Gryfic (nieczynna od 1996). Na szlaku od portu do drogi wojewódzkiej nr 111 przebudowano ulicę, natomiast od drogi wojewódzkiej nr 111 do Babigoszczy utworzono ścieżkę rowerową.

## Historia

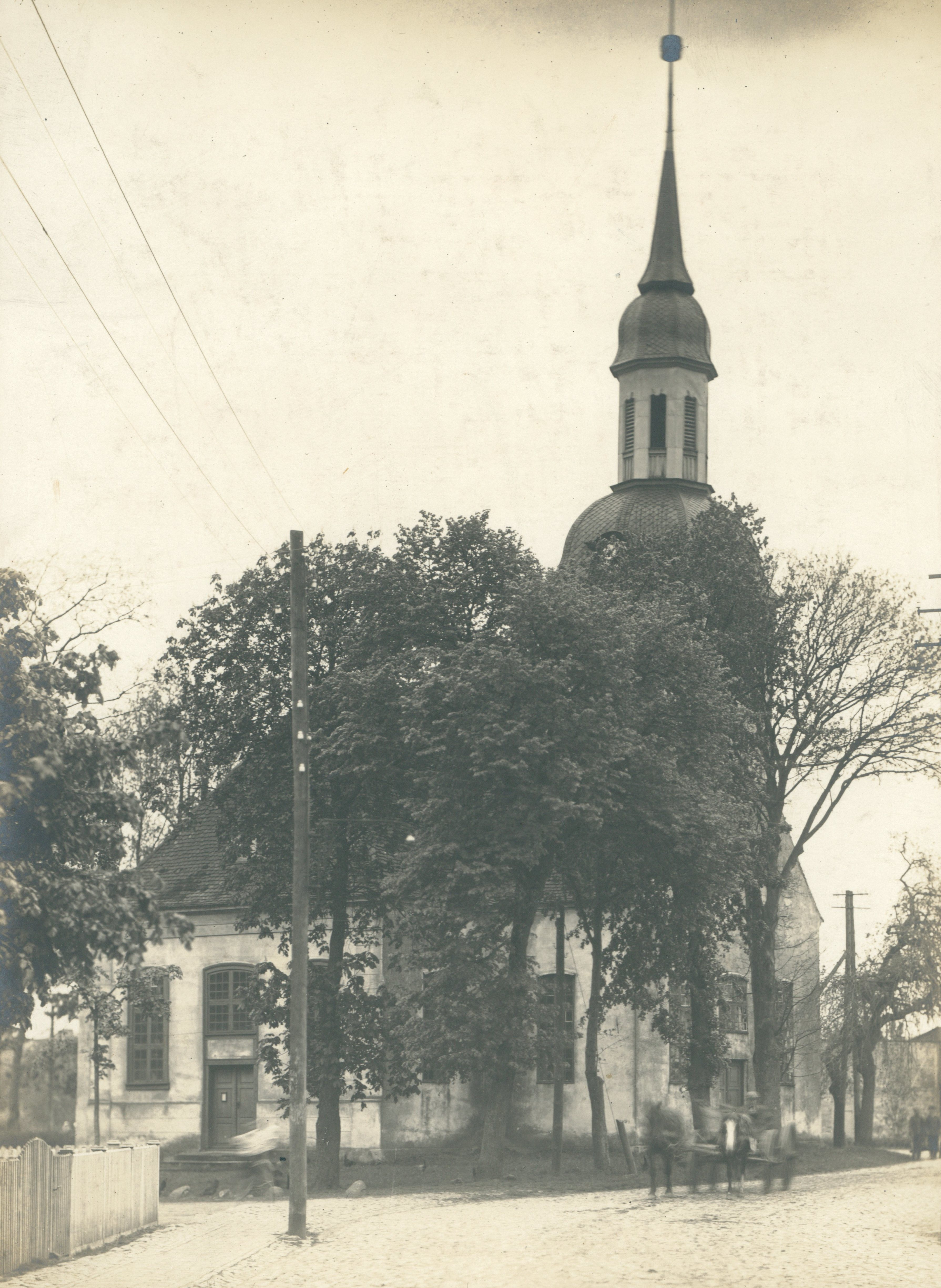
Kościół w Stepnicy przed 1939

Stara słowiańska osada rybacka, pierwsza wzmianka w XIII w. W 1739 wieś zniszczył pożar, od XIX w. rozwijała się jako podszczecińskie wczasowisko. W okresie międzywojennym Stepnica rozwinęła się jako ośrodek turystyczny. Przybywali tutaj mieszkańcy Szczecina i Goleniowa. Znajdowała się tutaj plaża, przystań jachtowa, baza noclegowa, do molo przypływały statki białej floty. Na zachodni brzeg Odry, do Polic, kursował prom „Randow”. Działała również kolej wąskotorowa do Gryfic.
W trakcie II wojny światowej wieś nie uległa znacznym zniszczeniom. Miejscowość została zajęta 7 marca 1945 r. przez Armię Czerwoną i została przekazana administracji polskiej. Tego samego dnia gen. Popławski wydał rozkaz marszu 1 i 2 dywizji piechoty oraz 3 brygady artylerii 1 Armii Wojska Polskiego na Łukęcin.
Ze Stepnicy pochodził słynny niemiecki żeglarz Robert Hilgendorf, kapitan największych i najszybszych żaglowców ostatnich dekad XIX wieku, znany z rekordowej ilości okrążeń przylądka Horn, współtwórca nowoczesnej meteorologii morskiej. Jego imię nosi port jachtowy w Stepnicy.
Po II wojnie światowej Stepnicę przyłączono do Polski. W latach 1945–1946 miejscowość nosiła przejściowo nazwę Stobnica, obecną nazwę wprowadzono rozporządzeniem ministrów Administracji Publicznej i Ziem Odzyskanych z dnia 12 listopada 1946 roku. Wtedy także włączono do niej wieś Czerwonak.
W 1973 r. odsłonięto pomnik ku czci żołnierzy 1 Dywizji Piechoty im. T. Kościuszki walczących w 1945 roku na wybrzeżu Zalewu Szczecińskiego
W latach 1975–1998 miejscowość była częścią województwa szczecińskiego.
W 1996 roku zawieszone zostały kursy kolei wąskotorowej, a na początku XXI wieku linia została rozebrana.
We wtorek 3 czerwca 2008 r. w porcie w Rotterdamie odbyło się uroczyste nadanie statkowi duńskiej firmy Maersk imienia „MS Maersk Stepnica”.
1 stycznia 2014 roku Stepnica uzyskała prawa miejskie.

### Przynależność polityczno-administracyjna
|                           | Okres       | Jednostki podziału terytorialnego                                                         |
| ------------------------- | ----------- | ----------------------------------------------------------------------------------------- |
| Związek Niemiecki         | 1815 – 1866 | Związek Niemiecki, Królestwo Prus, prowincja Pomorze                                      |
| Związek Północnoniemiecki | 1866 – 1871 | Związek Północnoniemiecki, Królestwo Prus, prowincja Pomorze                              |
| Cesarstwo Niemieckie      | 1871 – 1918 | Cesarstwo Niemieckie, Królestwo Prus, prowincja Pomorze                                   |
|                           | 1919 – 1933 | Republika Weimarska, kraj związkowy Prusy, prowincja Pomorze                              |
| III Rzesza                | 1933 – 1945 | III Rzesza, prowincja Pomorze                                                             |
|                           | 1945–1950   | Rzeczpospolita Polska (Polska Ludowa), województwo szczecińskie                           |
|                           | 1950–1957   | Rzeczpospolita Polska (Polska Ludowa), województwo szczecińskie                           |
|                           | 1957–1975   | Polska Rzeczpospolita Ludowa, województwo szczecińskie                                    |
| Polska                    | 1975–1989   | Polska Rzeczpospolita Ludowa, województwo szczecińskie                                    |
| Polska                    | 1989–1998   | Rzeczpospolita Polska, województwo szczecińskie, gmina Stepnica                           |
| Polska                    | od 1999     | Rzeczpospolita Polska, województwo zachodniopomorskie, powiat goleniowski, gmina Stepnica |

## Zabytki

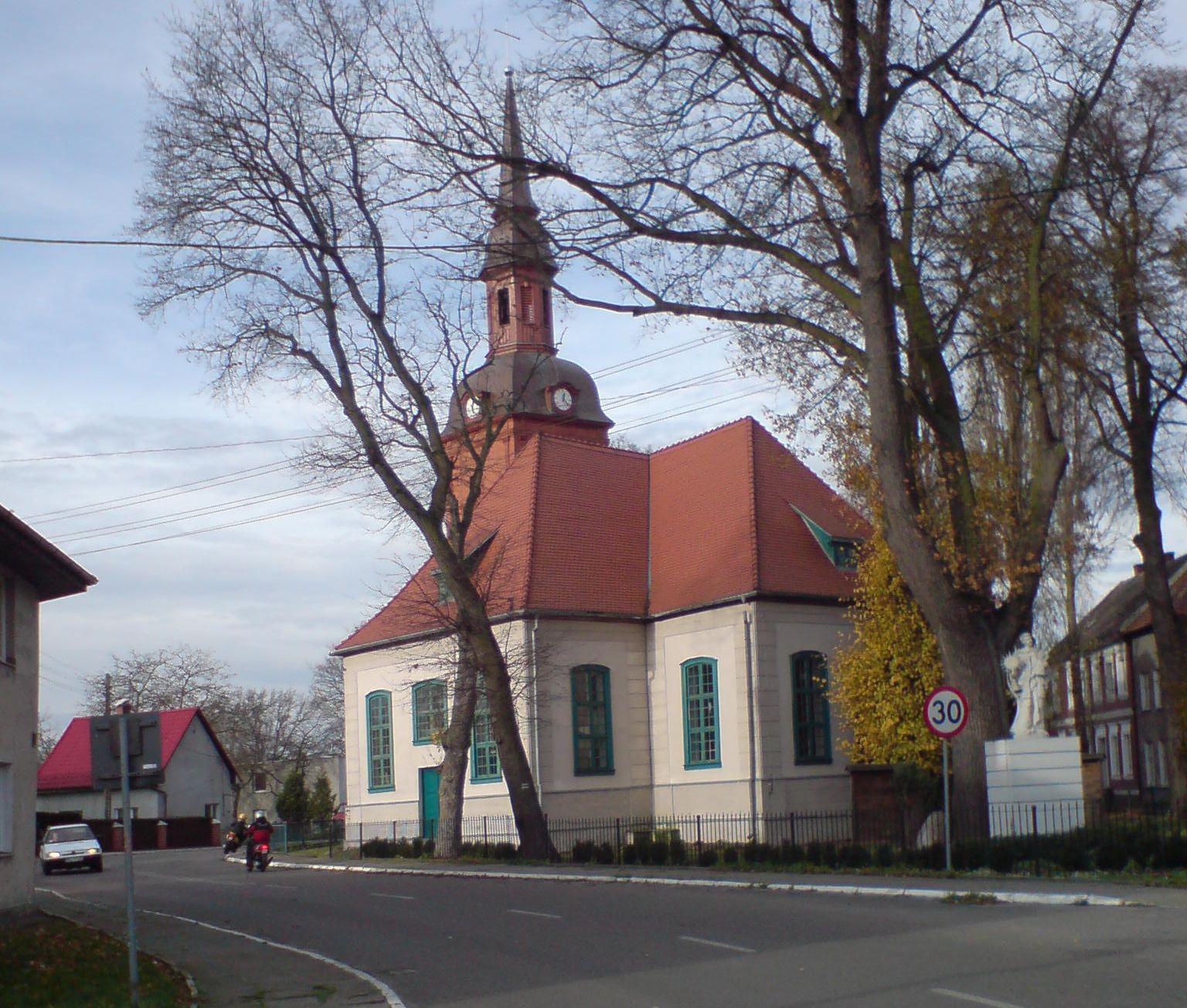
Kościół św. Jacka w Stepnicy

Oficjalny status zabytku na terenie Stepnicy posiada jedynie kościół parafialny pw. św. Jacka (1741), ryglowy i otynkowany, wpisany do rejestru zabytków, styl klasycystyczny.
W ewidencji konserwatorskiej znajdują się także inne obiekty o wartości kulturowej i historycznej. Są to m.in.:
- domy mieszkalne murowane i ryglowe z przełomu XIX i XX w.
- budynek dawnej tawerny „Standhalle Sak” (restauracja „Panorama”), lata 40. XIX w., konstrukcja drewniana, oryginalna dekoracja, obiekt unikatowy[17]
- młyn z lat 1910–1919
- plebania murowana z lat 20. XX w.
- cmentarz katolicki, założony na dawnym cmentarzu ewangelickim

## Gospodarka

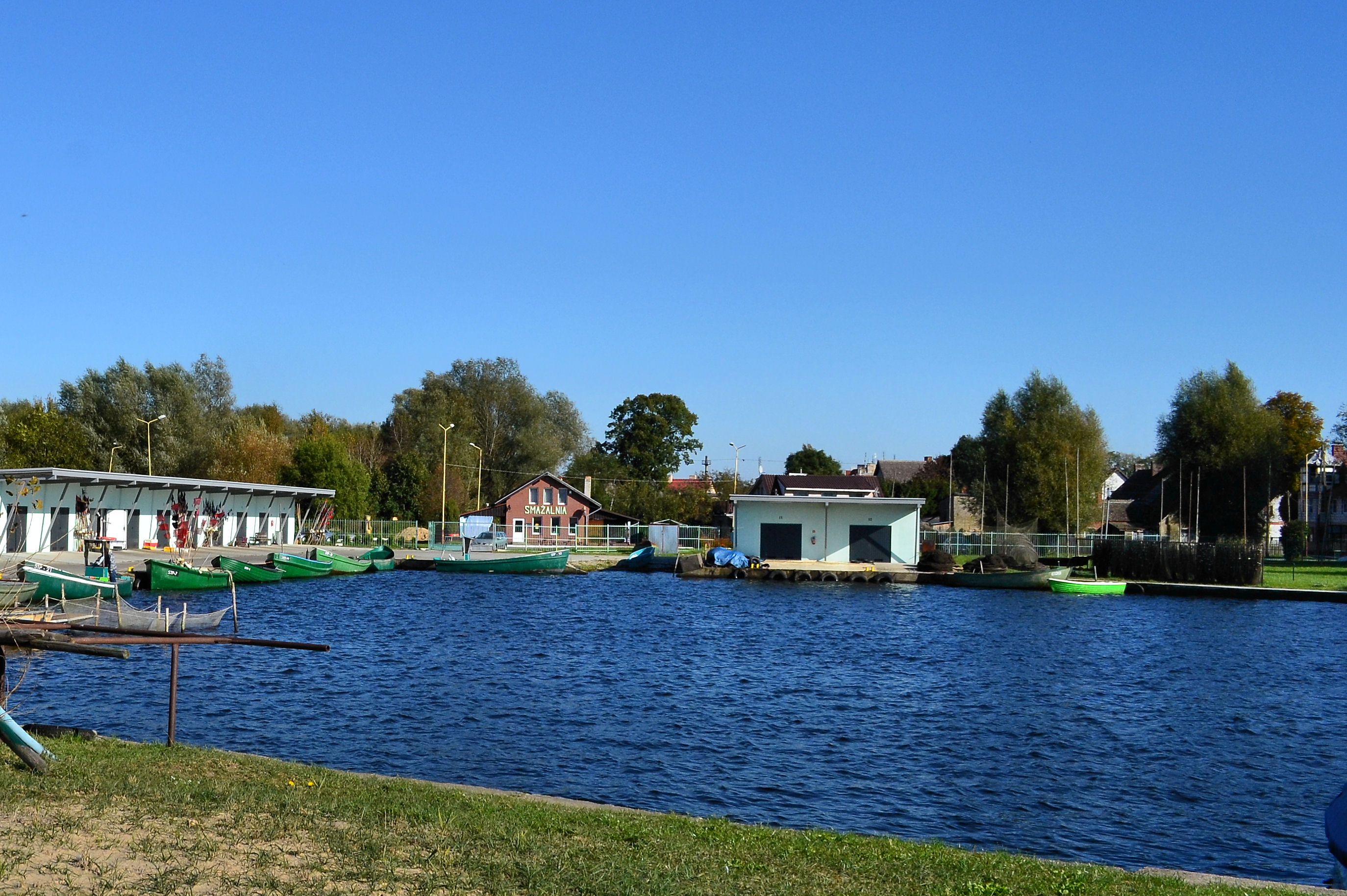
Port rybacki w Stepnicy

W miejscowości zlokalizowany jest port morski Stepnica o znaczeniu lokalnym, pełniący funkcje rybacką, żeglarską, a także handlowo-przeładunkową. W mieście znajdują się także zakłady drzewne szwedzkiej kompanii Sweedwood. Stepnica nastawiona jest na usługi turystyczne (smażalnie ryb, restauracje, bary).

## Turystyka

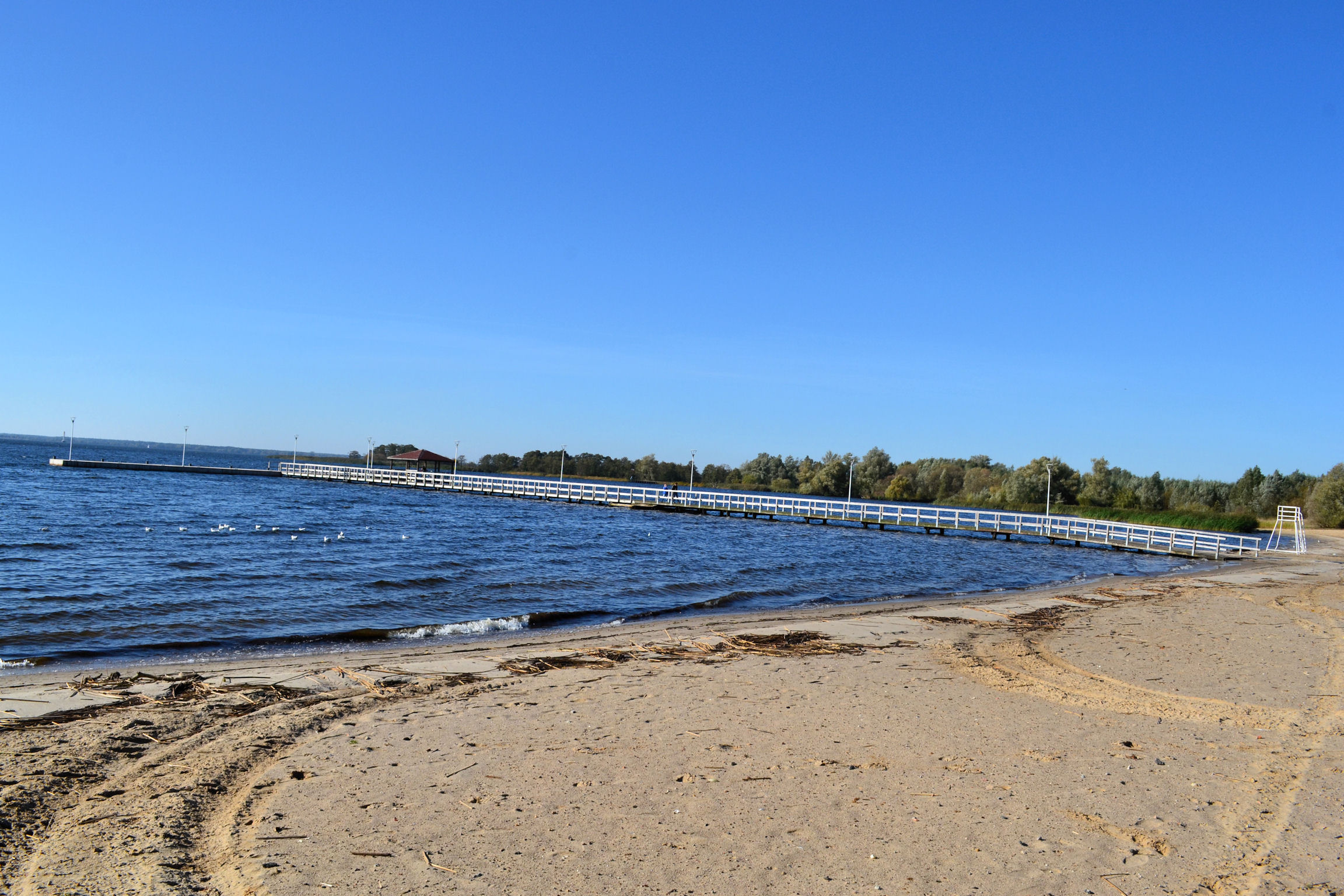
Plaża w Stepnicy

Stepnica położona przy alternatywnej trasie nad morze prowadzącej bezpośrednio do Wolina, stanowi niewielki ośrodek turystyki wypoczynkowej. Stepnica ma plażę oraz przystań jachtową. Plaża posiada zaplecze gastronomiczne, obok niej znajduje się również plac, na którym odbywają się cykliczne imprezy plenerowe, np. wybory „Miss Lata Nad Zalewem” czy „Jarmark Rybacki”. Po zalewie można popływać łódką lub surfować. W samej Stepnicy znajdują się miejsca noclegowe dla turystów.
W Stepnicy nad Zalewem Szczecińskim ustalono letnie kąpielisko.
W centrum znajduje się początek znakowanego  zielonego turystycznego Szlaku Stepnickiego do Wolina (długość 31,0 km).
Przez Stepnicę biegnie zielony  Międzynarodowy szlak rowerowy wokół Zalewu Szczecińskiego R-66.
Planowana jest organizacja szlaku wodnego Berlin – Szczecin – Bałtyk.
Na południu rezerwat przyrody „Olszanka”, leśno-torfowiskowy, o powierzchni 1354,40 ha.